# Крушево (община Виница)
Крушево (макед. Калиманци) — село в Республике Македония, входит в общину Виница.
Село расположено на северном склоне горного массива Плачковица, в 13 км к востоку от административного центра общины — города Виница, высота над уровнем моря — 724 м.
Население села на 2002 год — 314 человек.